# Határréteg
A határréteg az áramlásba helyezett test felületét körbevevő vékony réteg, melyben az áramlást a közeg (levegő vagy folyadék) viszkozitása határozza meg. Ideális összenyomhatatlan közeg esetén belső súrlódás nincs, az áramlást az Euler-egyenletek írják le. Ilyen esetben az áramlásba helyezett test felületén is a folyadék vagy levegő ugyanúgy mozog, mint a testtől távolabb. Valóságos, viszkózus közeg esetén azonban a belső súrlódás következtében a test felületén a közeg részecskéi a testhez képest állnak, a sebesség a felülettől távolodva fokozatosan közelíti meg a súrlódás nélkül számítható értéket. Ezt a vékony réteget, ahol a közeg sebessége eltér az ideálistól, nevezik határrétegnek.
Atmoszferikus határréteg vagy planetáris határréteg a fentiekkel ellentétben a légkörnek a Föld felszínétől számított mintegy 1000 m magasságig terjedő rétege, melyben az időjárási jelenségek lezajlanak. Ezt a fogalmat az atmoszferikus határréteg szócikk ismerteti.

Sík lap menti áramlás határrétege.
Kék - lamináris
Sárga - turbulens

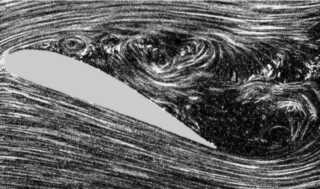
Nagy állásszög esetén a határréteg leválik a szárnyról és örvények alakulnak ki egy szélcsatorna modellen

Az áramlásba helyezett test elején az úgynevezett torlópontban a közeg sebessége zéró. Ezután a vékony határrétegben lamináris áramlás alakul ki, majd egy bizonyos távolság után a lamináris áramlás turbulensbe vált át. Általában, ha a test keresztmetszete az áramlás mentén enyhén nő, az áramlás lamináris marad, a keresztmetszet csökkenése esetén azonban az áramlás instabillá válik és turbulensbe vált át. Nagyon hirtelen keresztmetszet csökkenés esetén a határréteg leválhat a test felületéről és visszaáramlás kezdődhet erős örvényekkel kísérve.
Sík lemezzel párhuzamos áramlás esetén a lamináris határréteg vastagsága:
{\displaystyle \delta _{l}\approx 5{\sqrt {\frac {\nu x}{v}}}_{\infty }},
a turbulens határréteg vastagsága:
{\displaystyle \delta _{t}=0,37{\sqrt[{5}]{\frac {\nu y^{4}}{v}}}_{\infty }}
és az átváltás helye:
{\displaystyle l_{a}={\frac {\nu Re_{krit}}{v_{\infty }}}},
ahol a
{\displaystyle Re_{krit}={\frac {v_{\infty }l}{\nu }}=3,2\cdot 10^{5}\ldots 3\cdot 10^{6}}
kritikus Reynolds-szám értékek között lehet,
{\displaystyle \nu } pedig a kinematikai viszkozitás.

## Súrlódási ellenállás
A határrétegben a felülettől távolodva gyorsan változik a sebesség, ezért a lamináris áramlás esetén Newton viszkozitási modellje értelmében a test felületén
{\displaystyle \tau =-\nu \rho {\frac {\mathrm {d} v}{\mathrm {d} y}}}
nagyságú csúsztató feszültség ébred, ahol
{\displaystyle {\frac {\mathrm {d} v}{\mathrm {d} y}}} a sebesség gradiens, vagyis a sebesség változás "sebessége",
{\displaystyle \rho } a közeg sűrűsége.
Ha ismeretes volna a test környezetében az áramlás, a fenti differenciálegyenlet megoldása a test súrlódási ellenállását adná. Gyakorlatilag az ellenállást szélcsatorna kísérletekkel állapítják meg. A mérési eredmények alapján a következő empirikus összefüggéssel számítható a súrlódási ellenállás:
{\displaystyle F_{\infty }=c_{es}{\frac {\rho }{2}}v_{\infty }^{2}A_{s}},
ahol
{\displaystyle c_{es}} a mérésekkel megállapított súrlódási ellenállási tényező
{\displaystyle A_{s}} a test felülete
A kísérletek szerint az ellenállás tényező a Reynolds-számtól, attól, hogy a határréteg lamináris vagy turbulens és a felület érdességétől függ.

## Példa: sík lap súrlódási ellenállása
A sík lap ellenállására végzett mérések nagyságrendi tájékoztatást nyújtanak más esetekre is. Lamináris áramlás olyan lemez esetén, melynek áramlás irányába eső hossza l a
{\displaystyle Re={\frac {v_{\infty }l}{\nu }}\leq Re_{krit}=3,2\cdot 10^{5}\ldots 10^{6}}
Reynolds-szám esetén áll fenn. Ekkor az ellenállás tényező:
{\displaystyle c_{es}={\frac {1,328}{\sqrt {Re}}}}
empirikus összefüggéssel adható meg. Érdekes, hogy az ellenállás nem függ a lemez felületének érdességétől.
Ha a határréteg vegyes (először lamináris, majd turbulens), a súrlódási ellenállás tényező empirikus képlete:
{\displaystyle c_{es}={\frac {0,455}{(\lg {Re})^{2,58}}}}

Sík lap súrlódási ellenállás tényezője

Végül hidraulikailag érdes felületen turbulens határréteg esetén az ellenállás tényező:
{\displaystyle c_{es}={\frac {1}{(1,89+1,62\cdot \lg {l/k})^{2,5}}}}, ahol
{\displaystyle k} a felületi érdességtől függő mennyiség:
- {\displaystyle k\approx 0,001} polírozott,
- {\displaystyle k\approx 0,001} húzott
- {\displaystyle k\approx 0,001} matt
- {\displaystyle k\approx 0,001} öntött felületnél.

Ha
{\displaystyle Re\leqq 100},
a felület hidraulikailag simának vehető. A viszonyok a diagramon láthatók.
Ebből a példából levonható az az általános szabály, hogy a lamináris határréteg ellenállása sokkal kisebb, mint a turbulenssé. A gyakorlatban nem lehet elkerülni repülőgépek esetén, hogy a határréteg előbb-utóbb turbulenssé váljon, azonban törekedni kell arra, hogy ez minél később következzék be. Ennek a felismerésnek tulajdonítható a lamináris szárnyszelvény alkalmazása, melynek megtervezésekor olyan formát kerestek, melynél a turbulens határréteg lehetőleg a profil hátsó részén alakuljon csak ki.

## A határréteg leválása

Határréteg leválása lassuló áramlásnál

A tapasztalatok szerint a határréteg stabil marad mindaddig, amíg az áramlás a test közelében gyorsul - vagy a repülőgép szárnya esetén - amíg a profil fokozatosan vastagodik. Hirtelen lassuló áramlás esetén azonban a határréteg elválhat a felülettől és visszaáramlás, örvények keletkezése figyelhető meg. A leváláskor ugrásszerűen megnő a légellenállás. Ha egy szárny állásszöge túlságosan nagy, a felső felületén szintén kialakulhat határréteg leválás, ilyenkor a felhajtóerő ugyancsak rohamosan lecsökken, ennek következtében a repülőgép átesik és zuhanásba vagy dugóhúzóba esik. A leválás elkerülése érdekében az áramlásba helyezett testeknek a kilépőéle felé eső részét enyhén csökkenő keresztmetszetűre ("áramvonalas alakúra") kell kiképezni. A hajók, repülőgépek, szárnyprofilok alakján jól látszik ez a törekvés. A határréteg leválásának veszélyét többféle módon lehet csökkenteni vagy megszüntetni. Ilyenek a különböző résszárnyak, a határréteg leszívása, az áramlás mesterséges gyorsítása.

## Külső hivatkozások
- A modellrepülés elmélete